# 天主教科希策總教區
天主教科希策總教區（拉丁語：Archidioecesis Cassoviensis）是羅馬天主教在斯洛伐克的一個教省總教區。下轄兩個教區。
總教區範圍包括普雷绍夫州及科希策州東部。2006年有教友678,170人，佔轄區總人口61%。教區下轄210個堂區，有447名司鐸。現任總主教為巴爾納鐸·博貝爾。
教區成立於1804年8月9日，屬埃格爾總教區。1977年12月30日轉屬特爾納瓦總教區。1995年3月31日升為教省總教區。